# Лидия (певица)
Лидия Живкова Стаматова, по-известна само като Лидия, е българска попфолк и поп певица.

## Биография
Лидия Стаматова е родена на 27 април 2001 г. в гр. Бургас. Започва да се занимава с пеене и танци като дете. Участва в редица национални и международни конкурси от които печели награди.

## Музикална кариера
Дебютира на телевизионния екран с появата си в музикалния формат „България търси талант“ през пролетта на 2012 г., когато е на 10 години. С изпълнението на песента на Бийонсе Listen става първият финалист в първия полуфинал на шоуто. През 2013 г. излиза нейната първа авторска песен „Лятна среща“. Година по-късно участва в новото музикално състезание за млади изпълнители на Нова ТВ „Големите надежди“, където се класира за полуфиналите.
След участието си в „Големите надежди“ играе главната роля в музикалния клип на песента „Завинаги“ (2014) на българския изпълнител Стефан Илчев. През 2014 г. излиза и втората ѝ авторска песен – „Мога“, която се изкачва в челните позиции на българските музикални класации. Лидия се превръща в първия артист на продуцентската къща "The City Of Love Records", а неин продуцент е Димитър Кирязов.
През 2015 г. Лидия се присъединява към екипа на българския уеб сериал „Типично“, в който има различни роли. Записва кавър на песента на Сия Chandelier (2015), и записва трета авторска песен – „Сила една“ – в дует с нейния колега и приятел Вениамин Димитров от третия сезон на „Екс Фактор България“.
През 2016 г. пуска в интернет следващата си песен – „Сам е раят“ и участва в различни мероприятия из страната, вкл. благотворителни.
През 2017 г. Лидия участва в музикалното предаване "X Factor".
През 2018 г. се запознава с рапъра Vessou и заедно създават любовната песен „Избирам теб“.
През 2019 г. Лидия е забелязана от музикалния поп-фолк продуцент и изпълнител Галин, който ѝ предлага да работят заедно и през февруари излиза дебютното ѝ поп-фолк парче – „Няма да ми мине“. Песента достига над 1 000 000 гледания за два дни и поставя рекорд за най-гледана музикална поп-фолк премиера в България. Видеото към песента е най-гледаното видео в канала на Планета ТВ за 2019 г. с над 21 млн. гледания. Дуетът е включен в компилациите „Пайнер Хит Сезони – Пролет 2019“ и „Хитовете на Планета Пайнер 18“. През май следва песента „Боже мой“ в дует с Десита и с участието на Емануела като Лидия е сред авторите на текста. През юли Лидия издава „Много луд“ с участието на Деси Слава. През ноември певицата представя дуета с Алисия – „Не ме наричай скъпа“ и участва в писането на текста към песента. В края на годината Лидия пуска триото с Десита и Диона – „Излъжи ме“ и участва в концерта „Планета на 18“ в зала „Колодрума“, Пловдив.
В началото на 2020 г. Лидия издава „Да мога да обичам“ по изцяло свой текст. В предаването „Папараци“ излъчват кадри от снимачната площадка към видеото на Лидия. През май е представена песента „Джипиеса“ в дует с Десита и с участието на Теди Александрова. През юли певицата пуска сингъла „Щрак“ със свое участие в създаването на текста. През септември е факт дуетът с Адам – „В ръцете на друг“. На 11 ноември Лидия взима участие в предаването „Вечерта на Ку-ку Бенд“ където са изпълнени песните „Няма да ми мине“, „I Wanna Dance With Somebody“ и други. През декември излиза квинтетът с Галин, Адам, Десита и Маджуна – „Недей ме вини“.
През февруари 2021 г. Лидия представя „Грешници“ с участието на Константин като певицата пише част от текста. Песента е изпълнена от Лидия в „Шоуто на Николаос Цитиридис“. През май е издадено триото с Десита и Симона – „Земетръс“. Певицата участва във видеоклипа на Деси Слава – „Токсичен“. През юни премиера прави „Горчиви истини“ в дует с Преслава. Дуетната песен е включена в компилациите "Payner Summer Hits 2021" и „Хитовете на Планета Пайнер 20“.
През първият месец на 2022 г. Лидия пуска сингъла „Чисти сметки“ като с вокали се включва певецът Щилиян. През февруари певицата гостува в предаването „Шоуто на Николаос Цитиридис“ където изпълнява „Боже мой". През април е факт дуетът „Навик“ в дует със Симона и с участието на Константин. През юни е представена лятната песен „Нашата“ заедно с Галин, Costi, Адам, Десита и Симона. През август Лидия издава сингъла „Алфа кукла“.
В началото на 2023 г. Лидия участва в проекта „Трилогия“ с песента „Затворени очи“ в дует с Галин. През март премиера прави песента „Гледай ме щастлива“. През август е представен сингълът „Нека забравя“ заедно със социално послание: „#НитоЕднаПовече“. В края на 2023 г. излиза дуетът на Лидия и Дебора Михайлова – „Разбити мечти“.
През март 2024 г. Лидия представя дуета си с Азис – „Лудница“ който получава номинация в категорията за „Дуетна попфолк песен на 2024“ в Първите годишни музикални награди на радио „Веселина“. На 22 юни Лидия е сред изпълнителите в концерта на „София Прайд“ на площад „Батенберг“. През ноември певицата издава сингъла „Оставаш сам“ като взима участие в създаването на текста към песента. В края на 2024 г. излиза „Ти и аз“ в дует с Галин.
На 10 февруари 2025 г. Лидия, Криско, Анелия, Емилия, Константин и други изпълнители участват в благотворителен концерт в подкрепа на фондацията „Слънчеви деца“. На 29 март 2025 г. Лидия е част от четиричасов концерт в зала „Арена 8888 София“ заедно с Драгана Миркович и Миле Китич. През април певицата се снима във видеоклипа на Галин – „Чупи бариери“ и издава песента „Матурата“ в чиито клип се показват кадри от абитуриентски бал. През юли излиза „Целувка с текила“ в дует с Мирела.

## Филмография
1. "Viral" (2019)[64][65]
2. „Бай Иван – Филмът“ (2021)[66]
3. „Заешко училище: Пазителите на златното яйце“ – Еми (глас), 2023[67]
4. „Заешка академия: Мисията яйцевъзможна“ – Еми (глас), 2024[68]

## Награди
| Година | Получател | Награда                                 | Връчител                      |
| ------ | --------- | --------------------------------------- | ----------------------------- |
| 2019   | Лидия     | Дебют на годината                       | FolkPlus Illuzion Awards 2019 |
| 2019   | Лидия     | Тийн сензация на годината               | FolkPlus Illuzion Awards 2019 |
| 2020   | Лидия     | Най-прогресиращ изпълнител на годината  | FolkPlus Illuzion Awards 2020 |
| 2020   | "GPS-a"   | Колаборация на годината                 | FolkPlus Illuzion Awards 2020 |
| 2020   | Лидия     | Специална награда на изворна вода „Его“ | FolkPlus Illuzion Awards 2020 |